# 添·奧沙
添·奧沙（英語：Tim O'Shea，1966年11月12日—）前愛爾蘭職業足球員，球員時代司職防守中場、後衛，現為足球教練。
奧沙出身於熱刺青年軍，但只曾為一隊上陣過3次。1986年被熱刺外借到新港郡足球會，其後效力於奧連特、基寧咸、賓福特等球會。92/93球季加盟香港甲組球隊東方，成為東方主力球員，連續為東方奪得3屆聯賽冠軍。1995年轉會快譯通，1999年離港返回英國。